# Jenpeg Airport
Jenpeg Airport är en flygplats i Kanada.   Den ligger i provinsen Manitoba, i den sydöstra delen av landet, 1 900 km nordväst om huvudstaden Ottawa. Jenpeg Airport ligger 221 meter över havet. Den ligger vid sjön Kiskittogisu Lake.
Terrängen runt Jenpeg Airport är mycket platt, och sluttar norrut. Trakten runt Jenpeg Airport är nära nog obefolkad, med mindre än två invånare per kvadratkilometer.. Det finns inga samhällen i närheten. 
I omgivningarna runt Jenpeg Airport växer i huvudsak blandskog.